# Взрыв бензовоза в Санже
Повлёкший большое количество жертв взрыв бензовоза в Демократической республике Конго в 2010 году произошёл поздно вечером 2 июля на востоке страны в посёлке Санж (фр. Sange) провинции Южное Киву.

## Фон
ДР Конго регулярно занимает одно из последних мест в мире по уровню доходов жителей, выделяясь по этому показателю даже из ряда других африканских стран. В 2010 году эта страна замыкала список стран мира по ВВП (ППС) на душу населения по данным и МВФ (546,39 долларов США), и Всемирного банка (671 доллар). Более 70 % населения находятся за чертой бедности, проживая менее чем на 1 доллар в день. После опустошения во Вторую конголезскую войну страну раздирают вспышки конфликтов, она наводнена вооружёнными группами повстанцев, наблюдаются одна из самых низких в мире продолжительность жизни и самые высокие уровни материнской, младенческой и детской смертности.
Подобные инциденты происходили в Африке, и в ДР Конго в частности, и раньше. Люди погибают, потому что пытаются собрать разлившиеся нефтепродукты в свои канистры. В октябре 2009 года в Нигерии не менее 70 человек погибли при взрыве цистерны, когда огонь перекинулся на микроавтобусы; в ноябре 2008 года в Камеруне более 20 человек, пытавшихся собрать топливо, погибли при взрыве автозаправщика.

## Катастрофа
Принадлежащий компании GINKI тягач, шедший с цистерной из Танзании, опрокинулся ближе к вечеру 2 июля в посёлке Санж недалеко от границы с Бурунди, на дороге между городами Букаву и Увира. По имеющимся свидетельствам водитель бензовоза значительно превысил скорость при попытке обогнать микроавтобус, вероятно, чтобы доехать до Увиры до наступления темноты, когда на дорогах много вооружённых групп и блок-постов.
Авария произошла вблизи от хижин из земли и соломы, приспособленных под три зала для просмотра питающихся от генератора телевизоров — обычного вида «ночной жизни» в любой конголезской деревне. В это время залы были полны в связи с трансляцией матча чемпионата мира по футболу с участием команды Ганы — единственной команды континента, вышедшей в четвертьфинал.
После опрокидывания бензовоза местное население собралось вокруг машины, чтобы набрать выливающееся горючее в канистры и пластиковые вёдра. По свидетельству одного из очевидцев бензин собирали все: мужчины, женщины, дети и даже конголезские солдаты, многие из которых живут с семьями в этой деревне. Когда вокруг собралось много людей и активно шёл сбор топлива, произошло возгорание, последовал взрыв, а затем загорелись телезалы и другие дома придорожного поселка, сделанные из такого же материала.
Причина воспламенения не установлена. Выдвигались две версии: освещение места аварии факелом и курение одного из собиравших вытекающий бензин.
По одним данным возгорание произошло через несколько минут после опрокидывания бензовоза, по другим — в течение часа. Имеются свидетельства о том, что дети, смотревшие чемпионат мира, выбегали «посмотреть на бензин», а один из выживших болельщиков сообщил, что ко времени возгорания в телезале рядом с ним находились люди, испачканные этим горючим.
Губернатор провинции Южное Киву Марселина Кисамбо заявила, что «некоторые люди погибли, пытаясь запастись бензином, но большинство людей сидели по домам, наблюдая по телевизору за чемпионатом мира по футболу». Вице-губернатор провинции Южное Киву Жан-Клод Кибала сообщил, что население находится в шоке, в деревне не слышно ни криков, ни плача.

## Жертвы
Данные о количестве жертв в первые недели после катастрофы непрерывно росли. 3 июля миссия ООН и правительство ДР Конго заявляли о 230 погибших и 196 раненых. Через 10 дней после трагедии с учетом умерших в больницах сообщалось уже о 271 погибшем и 80 раненых. По данным Красного креста среди погибших было не менее 36 женщин и 61 ребёнка. Армейское командование сообщало о 13‑ти раненых и 10‑ти пропавших без вести среди конголезских солдат. Опознать смогли не всех погибших в связи с тем, что многие тела были значительно обуглены. Даже точное определение количества погибших было затруднено — находившиеся в эпицентре взрыва и некоторые дети сгорели дотла.
В 2013 году руководство национальной медицинской страховой компании ДР Конго (Sonas) сообщило о начале выплат компенсаций в связи с катастрофой, среди которых выплаты по 304 случаям смерти, 58 ожогам и 24 — утрата или повреждение имущества.
Погибшие при взрыве и пожаре с помощью сотрудников Красного креста и техники миссии ООН были 3 июля захоронены в братских могилах в нескольких километрах от посёлка.

## Гуманитарная помощь
Сообщалось об оказании гуманитарной помощи рядом стран и международных неправительственных организаций. Медицинская помощь, помощь медикаментами и медицинским оборудованием оказывались врачами из Бельгии, специалистами по кожной пластике израильской клиники Шиба и Врачами без границ. Помимо содействия Красного креста и миссии ООН в санитарных мероприятиях участвовали сотрудники британского отделения Оксфам. В оказании психологической помощи пострадавшим и близким погибших принимали участие специалисты Мальтийского интернационала. Также сообщалось об оказанной США помощи медикаментами на сумму 16 тысяч долларов.

## Память
Президент ДР Конго Жозеф Кабила объявил 5 и 6 июля 2010 года днями общенационального траура. Также сообщалось о мероприятиях поминовения погибших в 4‑ю годовщину трагедии.

## Мистификации
Сообщалось о многочисленных мистификациях в социальных сетях и СМИ, связанных с использованием фотографии жертв трагедии в качестве иллюстрации в публикациях о преступлениях геноцида, не связанных с данной катастрофой.